# آرمن پطروسیان (هنرپیشه)
آرمن پطروسیان (ارمنی: Արմեն Պետրոսյան; انگلیسی: Armen Petrosyan (Mench)) یک بازیگر، تهیه‌کننده، مجری اهل ارمنستان است. وی از سال ۱۹۹۴ میلادی تاکنون مشغول فعالیت بوده‌است. پطروسیان از دانشگاه دولتی اقتصاد ارمنستان فارغ‌التحصیل شده‌است

## گزیده فیلمشناسی
از فیلم و مجموعه‌هایی که وی در آن نقش آفرینی کرده‌است می‌توان به فول هاوس در نقش سرگئی اشاره کرد.